# Косой переулок (Выборг)
Косой переулок — очень короткий, около 100 метров, переулок в старой части Выборга, соединяющий по диагонали Выборгскую улицу и улицу Южный Вал.

## История
Застройка шведского Выборга, сформировавшаяся в XV веке, была хаотичной: вдоль извилистых средневековых улиц Каменного города стояли бюргерские дома, главным образом деревянные. К самым значительным каменным сооружениям относились здания бывших католических соборов с островерхими крышами — городских доминант, вокруг которых сформировались площади. В южной части города, у готической базилики Девы Марии и святых ангелов, сложилась застройка одной из четырёх городских площадей. Первоначально собор был центральным сооружением монастыря ордена доминиканцев, монахов которого по цвету одежды горожане называли «Чёрными братьями». Но в ходе Реформации владения монастыря были секуляризованы, и базилику приспособили под зерновой амбар. В небольших домиках вокруг бывшего собора селились небогатые ремесленники и мещане. В семье одного из них, Петера Юстена, родился Павел Юстен, ставший в 1554 году первым лютеранским епископом Выборга.
В 1640 году шведским инженером А. Торстенсоном с помощью землемера А. Стренга был составлен первый регулярный план Выборга, согласно которому город разделялся на кварталы правильной геометрической формы прямыми улицами, ширина которых, в основном, была равна 8,5 метров. Но здание собора, избежавшее разборки, было превращено в лютеранский приходской храм, поэтому площадь при базилике сохранилась, хотя и в сильно урезанном виде. Вопреки плану не изменилось и диагональное направление небольшого переулка по её восточной кромке, пережившего и все последующие перепланировки города.

Схематическое изображение Выборга с обширной площадью у собора «Чёрных братьев» до перепланировки 1640-х годов
Первый регулярный план Выборга. В нижней части — бывший собор доминиканского монастыря в спроектированном прямоугольном квартале
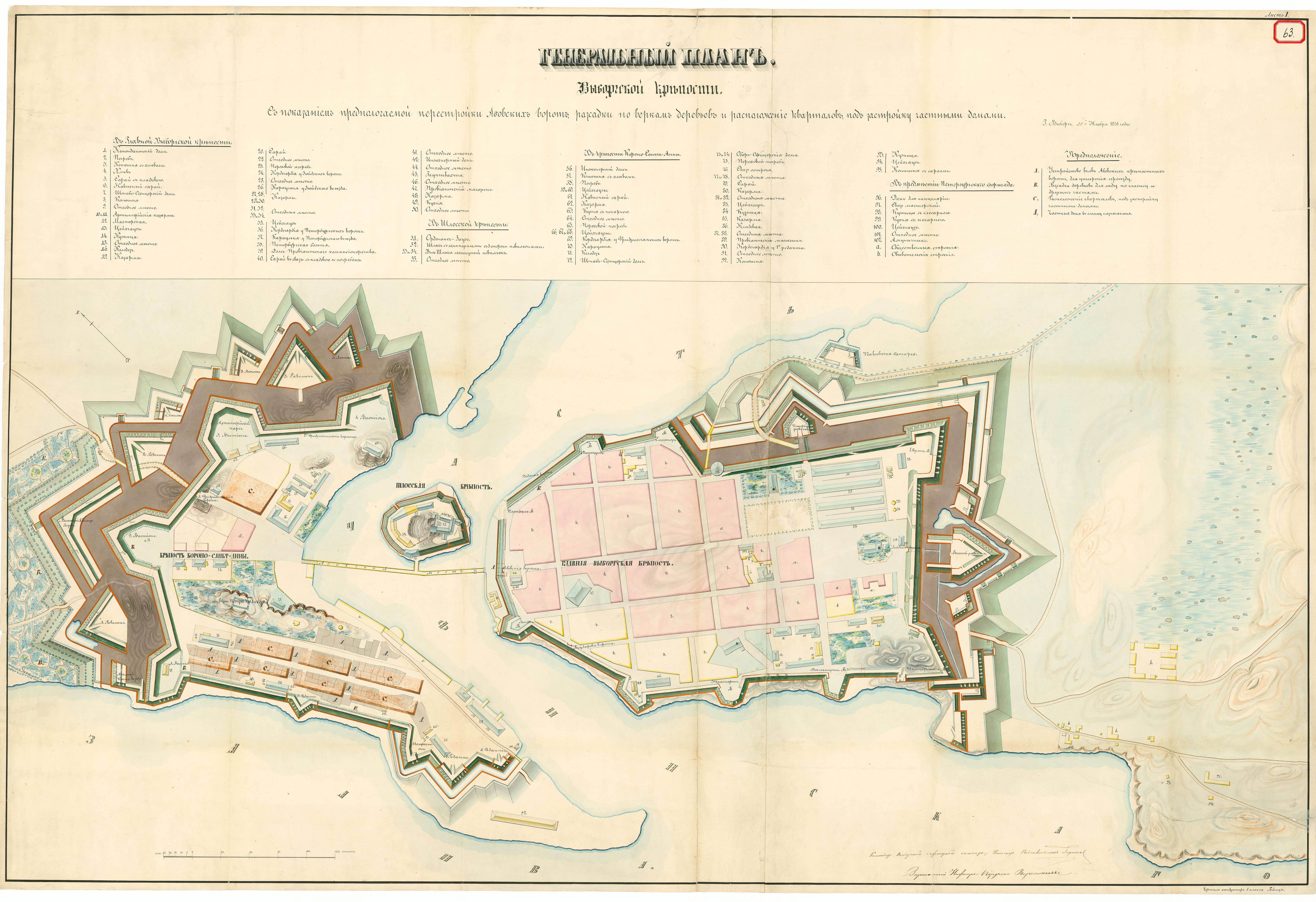
План Выборгской крепости 1851 года с площадью и переулком у храма
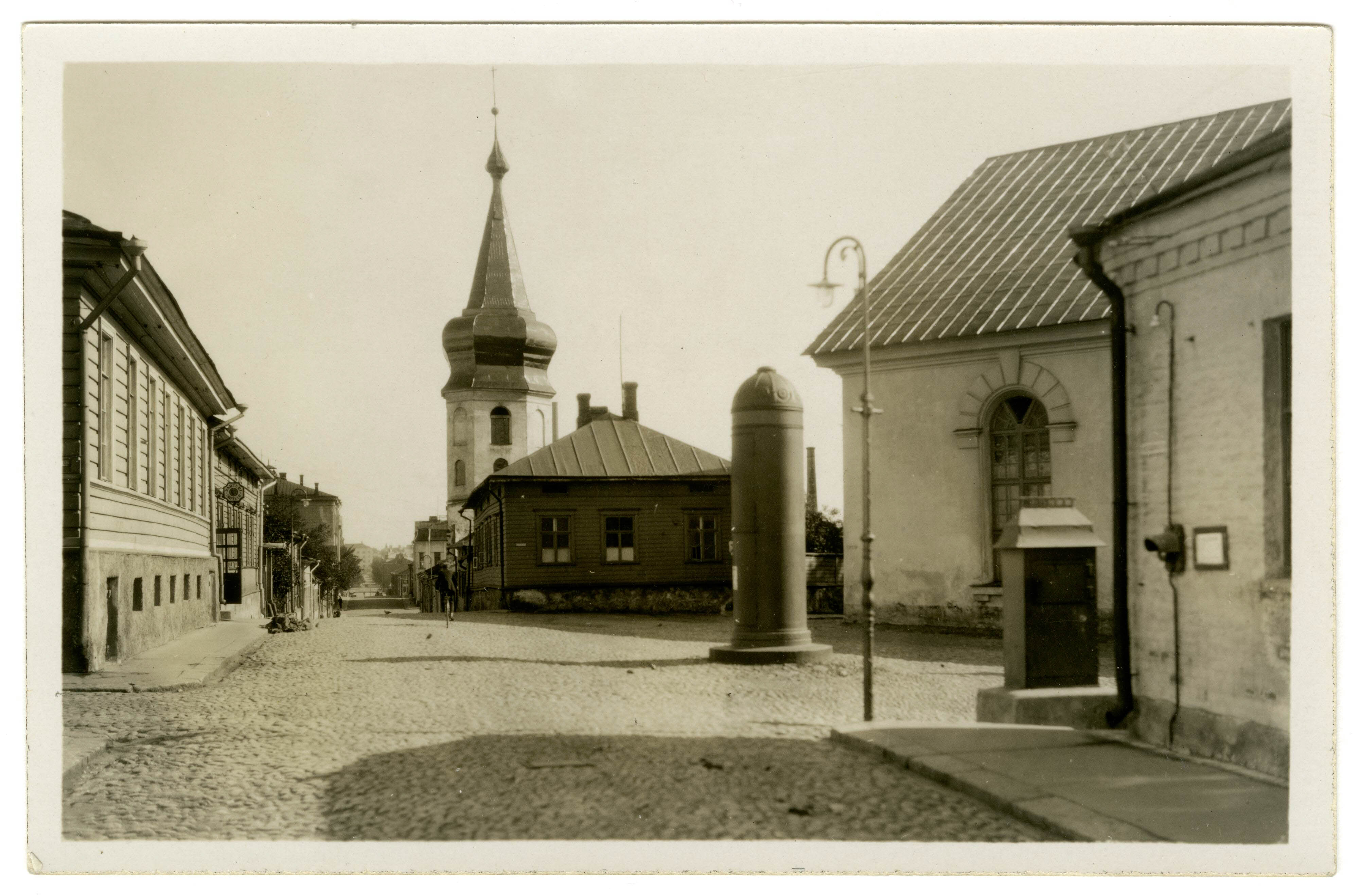
Монашеская площадь в 1930-х годах. Угловой деревянный дом в переулке (в центре) утрачен в военное время

Здание храма оставалось самым значительным сооружением переулка и после взятия Выборга русскими войсками в 1710 году. Другие участки занимали небольшие деревянные домики в стиле русского классицизма. С XIX века в память о лютеранском епископе переулок именовался улицей Юстена (швед. Justens Gatan, фин. Juusteninkatu). Заметное место занял двухэтажный жилой каменный дом № 3, возведённый в 1856 году по проекту архитектора В. Босина.
После провозглашения независимости Финляндии официальным стал финский вариант названия улицы, а площадь при соборе с 1929 года именовалась Монашеской (фин. Munkkitori). В конце 1930-х годов обновлён вид угловых участков с улицей Южный Вал: по проекту архитектора Рагнара Юпюя на участке № 1 построено здание подразделения полицейского управления, а с противоположной стороны архитектором Ю. Вийсте в 1938 году возведена подпорная стенка со встроенным помещением.
Большой ущерб уличной застройке был нанесён в результате советско-финских войн (1939—1944), после которых за переулком закрепилось современное название. У стен собора за подпорной стенкой было устроено финское воинское кладбище. Каменный дом № 3 в ходе послевоенного ремонта лишился балкона и парадного входа, а облик собора «Чёрных братьев» был искажён вследствие передачи здания под размещение заводского цеха, сгоревшего в 1989 году. Остались незастроенными участки, которые до войны занимали деревянные жилые домики, в связи с чем из переулка открылся вид на башню Ратуши. Исчезла с карты Выборга и Монашеская площадь, частично занятая автостоянкой.
С 2008 года, после разделения всей территории Выборга на микрорайоны, Косой переулок относится к Центральному микрорайону города. Здания, расположенные в переулке, внесены в реестр объектов культурного наследия в качестве памятников архитектуры.

## Галерея

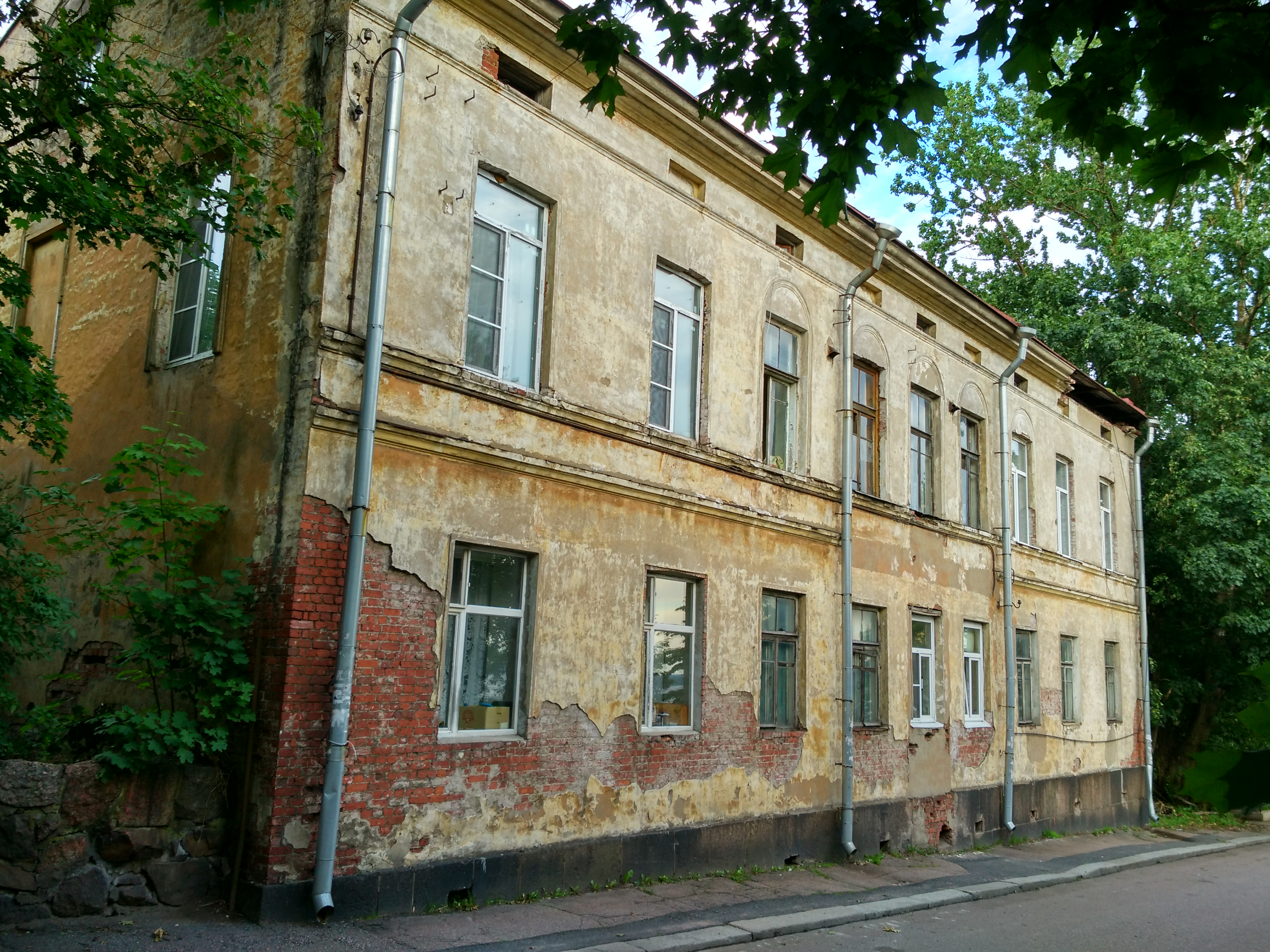
Д. 13 по Выборгской улице (бывший д. 3)
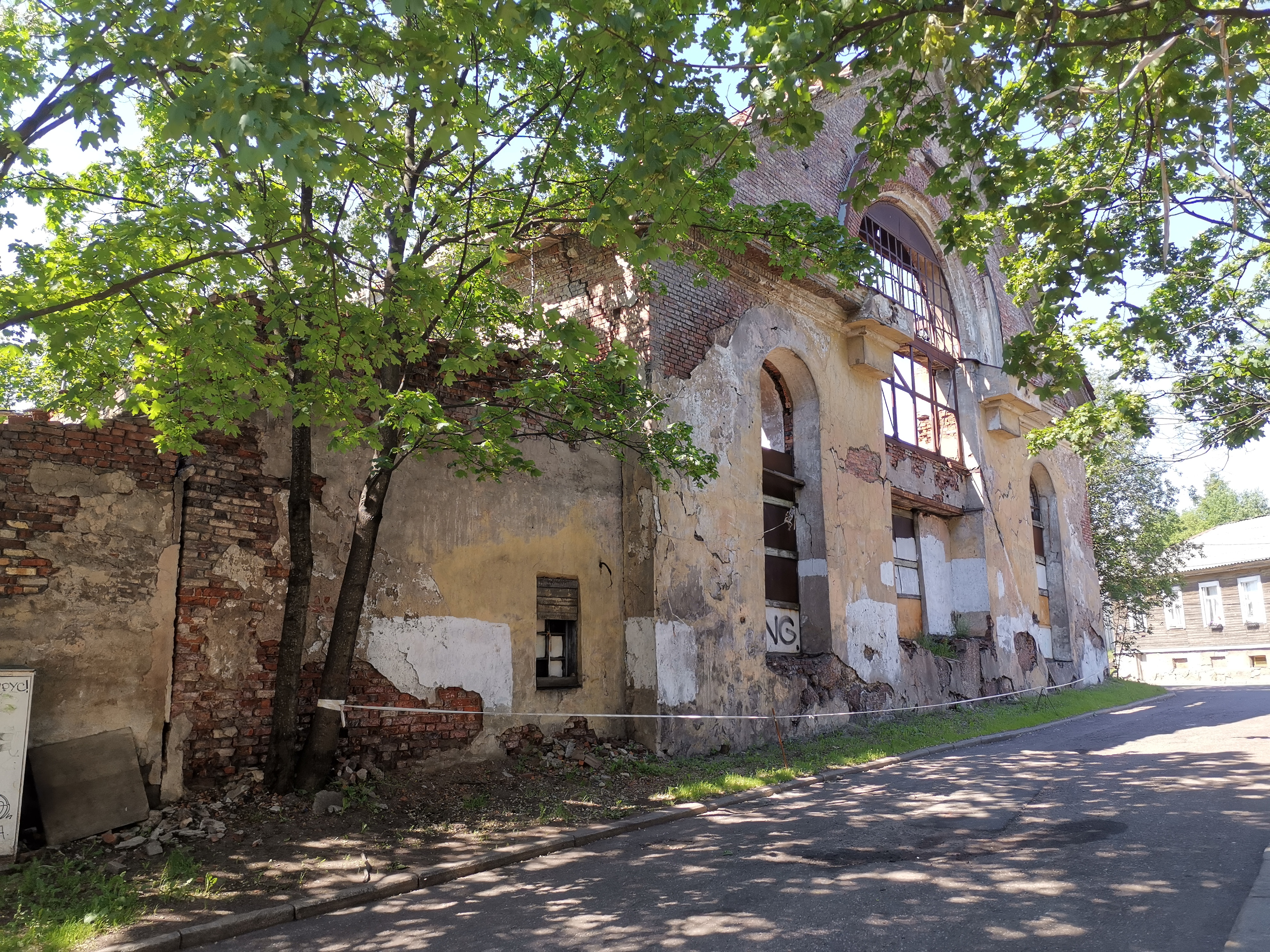
Развалины собора доминиканского монастыря
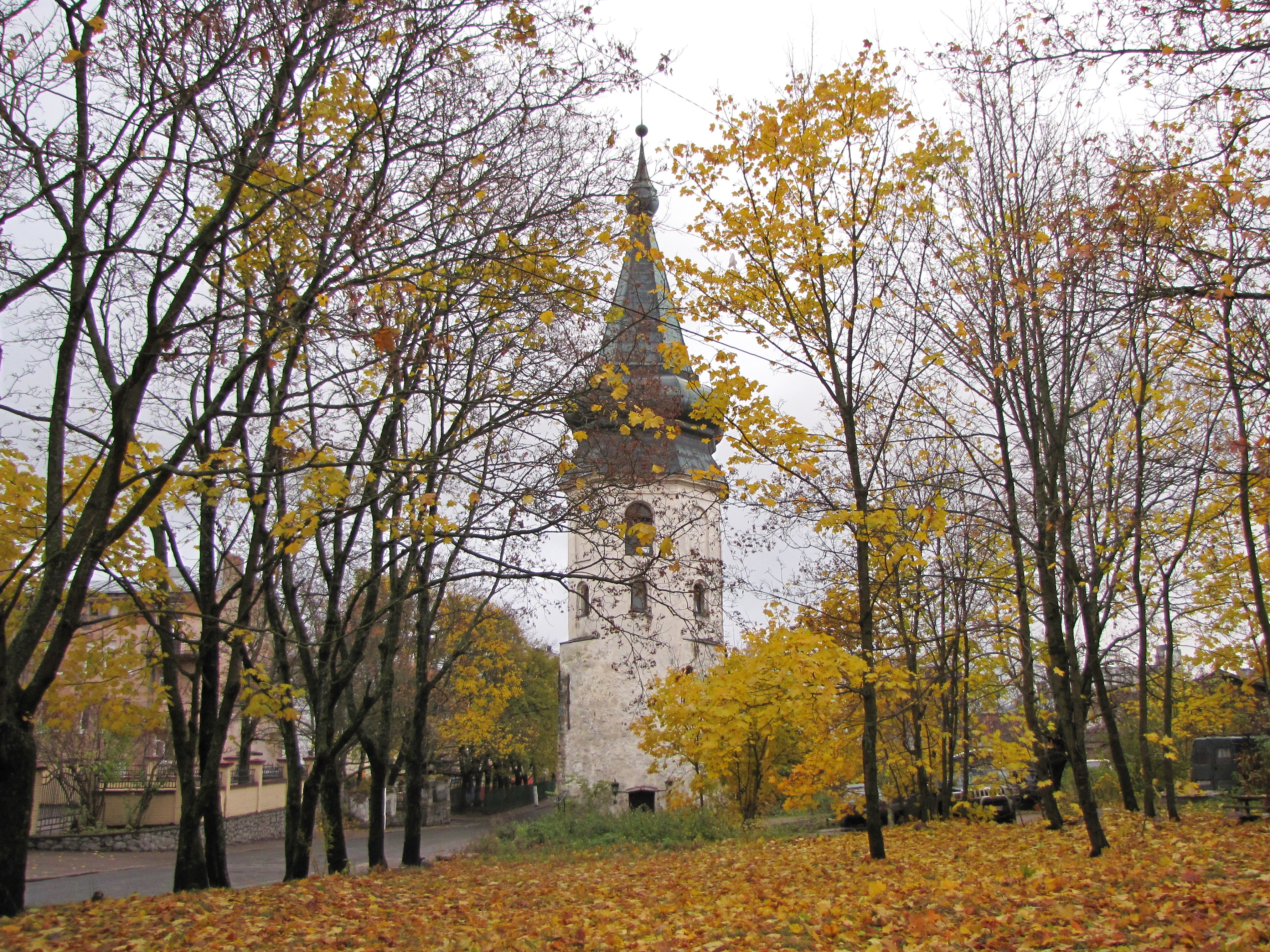
Вид на башню Ратуши из переулка
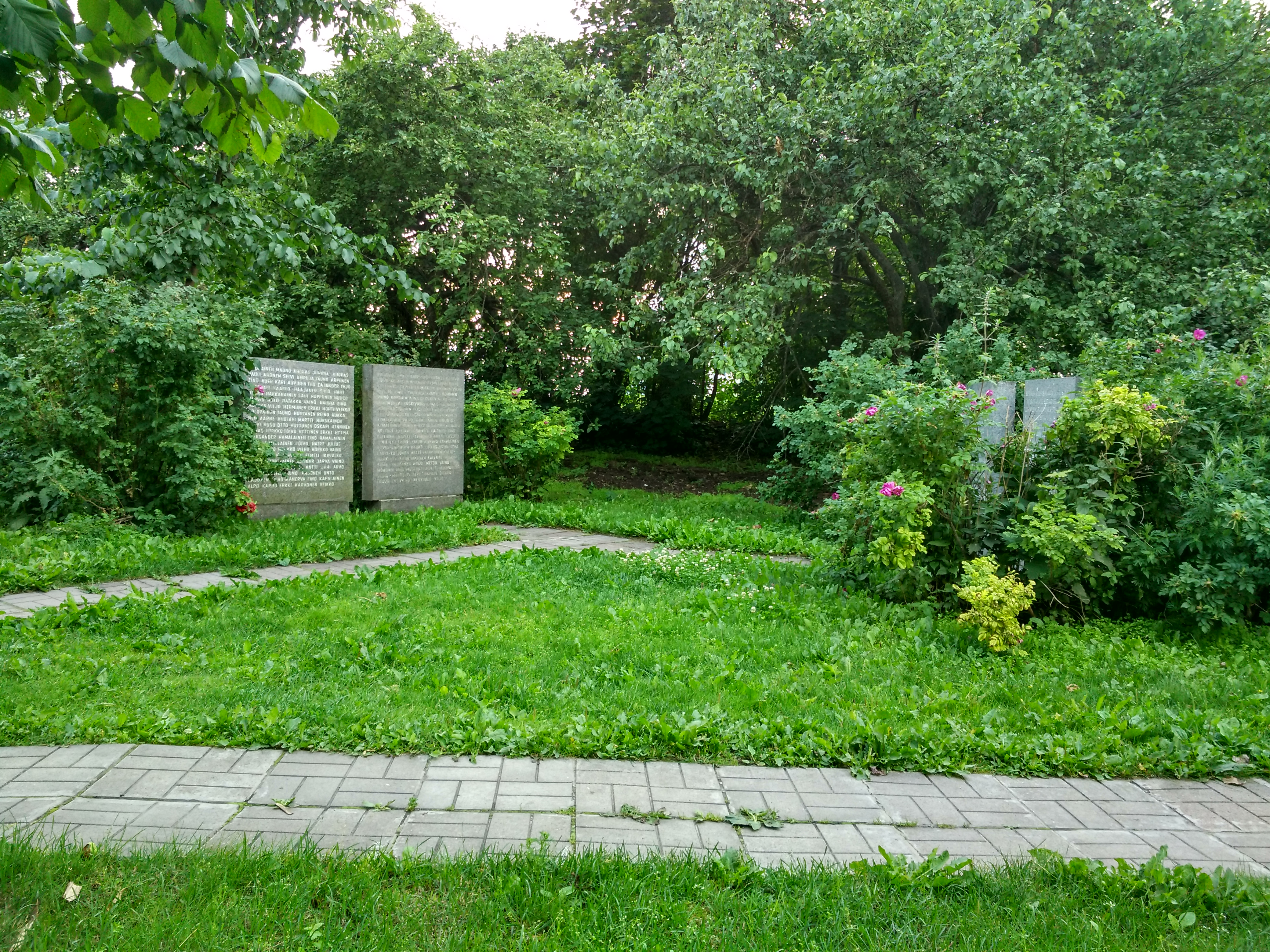
Финское воинское захоронение